# Campeonato de Primera División 2019-20 (Argentina)
El Campeonato de Primera División «Superliga 2019-20» fue la nonagésima primera temporada y el centésimo trigésimo quinto torneo de la era profesional de la Primera División del fútbol argentino y el tercero y último organizado por la Superliga Argentina. Dio comienzo el 26 de julio de 2019 y finalizó el 9 de marzo de 2020, con un receso estival entre el 13 de diciembre y el 19 de enero.
La temporada 2019-20 se completó con la Copa de la Superliga 2020, la que fue cancelada después de la disputa parcial de la primera fecha, a causa de la pandemia de covid-19.
Los nuevos participantes fueron los dos equipos ascendidos de la Primera B Nacional 2018-19: Arsenal, de Sarandí, tras una única temporada en la segunda categoría, y Central Córdoba, de Santiago del Estero, que participó por primera vez del torneo regular y regresó a la Primera División luego de 48 años de su última intervención en el Torneo Nacional.
Se consagró campeón el Club Atlético Boca Juniors, equipo que estuvo dirigido por Gustavo Alfaro en la mayor parte del torneo, con 16 partidos bajo su mando, y por Miguel Ángel Russo en los últimos 7 encuentros, tras asumir el cargo después del receso de verano.
Boca Juniors obtuvo así su 34° título, el 28° en la era profesional. Clasificó para disputar la Copa Libertadores 2021. Además, el subcampeón River Plate clasificó para jugar un partido de desempate con Banfield, subcampeón de la Copa de la Liga Profesional 2020, por el Trofeo de Campeones 2020.

## Ascensos y descensos
| Pos.      | Equipos ascendidos de la B Nacional 2018-19 |
| --------- | ------------------------------------------- |
| 1.º       | Arsenal                                     |
| Gan. red. | Central Córdoba (SdE)                       |

| Prom. | Equipos descendidos en la temporada 2018-19 |
| ----- | ------------------------------------------- |
| 23.º  | San Martín (SJ)                             |
| 24.º  | Tigre                                       |
| 25.º  | Belgrano                                    |
| 26.º  | San Martín (T)                              |

- De esta manera, el número de participantes disminuyó a 24.

## Sistema de disputa
El certamen se desarrolló en una sola rueda de 23 partidos en la que se enfrentaron todos contra todos, de acuerdo con el programa aprobado por el Comité Ejecutivo de la Superliga. Para tal fin se empleó un software desarrollado por el Instituto de Cálculo de la Facultad de Ciencias Exactas y Naturales de la Universidad de Buenos Aires y el Conicet, que tuvo en cuenta distintos parámetros para su confección.
Se agregaron los resultados de los partidos a la tabla de promedios, que toma en cuenta las tres últimas temporadas, incluyendo luego la fase regular de grupos de la Copa de la Superliga. Terminada su disputa se producirían tres descensos a la Primera Nacional, en lugar de los cuatro previstos.
Por su parte, algunos de los cupos a las competencias internacionales se definieron mediante la ubicación de los equipos en la tabla general de posiciones de la temporada 2019-2020, que resultó de la sumatoria de los puntos obtenidos en este torneo y en la fase regular de grupos de la Copa de la Superliga.

## Equipos participantes
| Equipo             | Ciudad              | Estadio                               | Capacidad     |
| ------------------ | ------------------- | ------------------------------------- | ------------- |
| Aldosivi           | Mar del Plata       | José María Minella                    | 35 180        |
| Argentinos Juniors | Buenos Aires        | Diego Armando Maradona                | 26 000        |
| Arsenal            | Sarandí             | Julio Humberto Grondona               | 16 300        |
| Atlético Tucumán   | Tucumán             | Monumental José Fierro                | 35 200        |
| Banfield           | Banfield            | Florencio Sola                        | 34 900        |
| Boca Juniors       | Buenos Aires        | Alberto J. Armando                    | 54 000        |
| Central Córdoba    | Santiago del Estero | Alfredo Terrera                       | 21 500        |
| Colón              | Santa Fe            | Brigadier General Estanislao López    | 32 000        |
| Defensa y Justicia | Gobernador Costa    | Norberto Tomaghello                   | 20 000        |
| Estudiantes        | La Plata            | Ciudad de La Plata Jorge Luis Hirschi | 53 000 30 018 |
| Gimnasia y Esgrima | La Plata            | Juan Carmelo Zerillo                  | 21 500        |
| Godoy Cruz         | Mendoza             | Malvinas Argentinas                   | 42 500        |
| Huracán            | Buenos Aires        | Tomás Adolfo Ducó                     | 48 314        |
| Independiente      | Avellaneda          | Libertadores de América               | 42 069        |
| Lanús              | Lanús Este          | Ciudad de Lanús-Néstor Díaz Pérez     | 47 027        |
| Newell's Old Boys  | Rosario             | Coloso Marcelo Bielsa                 | 42 000        |
| Patronato          | Paraná              | Presbítero Bartolomé Grella           | 22 000        |
| Racing Club        | Avellaneda          | Presidente Perón                      | 51 000        |
| River Plate        | Buenos Aires        | Antonio Vespucio Liberti              | 70 074        |
| Rosario Central    | Rosario             | Gigante de Arroyito                   | 41 465        |
| San Lorenzo        | Buenos Aires        | Pedro Bidegain                        | 47 964        |
| Talleres           | Córdoba             | Mario Alberto Kempes                  | 57 000        |
| Unión              | Santa Fe            | 15 de Abril                           | 26 000        |
| Vélez Sarsfield    | Buenos Aires        | José Amalfitani                       | 49 549        |

### Distribución geográfica de los equipos
| Región                                   | Cant. | Equipos                                                                               |
| ---------------------------------------- | ----- | ------------------------------------------------------------------------------------- |
| Ciudad de Buenos Aires                   | 6     | Argentinos Juniors, Boca Juniors, Huracán, River Plate, San Lorenzo y Vélez Sarsfield |
| Conurbano bonaerense                     | 6     | Arsenal, Banfield, Defensa y Justicia, Independiente, Lanús y Racing Club             |
| Provincia de Santa Fe                    | 4     | Colón, Newell's Old Boys, Rosario Central y Unión                                     |
| Ciudad de La Plata                       | 2     | Estudiantes y Gimnasia y Esgrima                                                      |
| Interior de la provincia de Buenos Aires | 1     | Aldosivi                                                                              |
| Provincia de Córdoba                     | 1     | Talleres                                                                              |
| Provincia de Entre Ríos                  | 1     | Patronato                                                                             |
| Provincia de Mendoza                     | 1     | Godoy Cruz                                                                            |
| Provincia de Santiago del Estero         | 1     | Central Córdoba                                                                       |
| Provincia de Tucumán                     | 1     | Atlético Tucumán                                                                      |

## Tabla de posiciones final
| Pos. | Equipo                  | Pts. | PJ | PG | PE | PP | GF | GC | Dif. |
| ---- | ----------------------- | ---- | -- | -- | -- | -- | -- | -- | ---- |
| 1.º  | Boca Juniors            | 48   | 23 | 14 | 6  | 3  | 35 | 8  | 27   |
| 2.º  | River Plate             | 47   | 23 | 14 | 5  | 4  | 41 | 18 | 23   |
| 3.º  | Vélez Sarsfield         | 39   | 23 | 11 | 6  | 6  | 27 | 14 | 13   |
| 4.º  | Racing Club             | 39   | 23 | 9  | 12 | 2  | 28 | 23 | 5    |
| 5.º  | Argentinos Juniors      | 39   | 23 | 10 | 9  | 4  | 22 | 17 | 5    |
| 6.º  | Defensa y Justicia      | 36   | 23 | 10 | 6  | 7  | 26 | 18 | 8    |
| 7.º  | Lanús                   | 36   | 23 | 9  | 9  | 5  | 32 | 29 | 3    |
| 8.º  | San Lorenzo             | 36   | 23 | 11 | 3  | 9  | 32 | 30 | 2    |
| 9.º  | Rosario Central         | 36   | 23 | 9  | 9  | 5  | 31 | 29 | 2    |
| 10.º | Newell's Old Boys       | 35   | 23 | 9  | 8  | 6  | 33 | 25 | 8    |
| 11.º | Arsenal                 | 34   | 23 | 9  | 7  | 7  | 37 | 32 | 5    |
| 12.º | Talleres                | 34   | 23 | 10 | 4  | 9  | 34 | 30 | 4    |
| 13.º | Estudiantes (LP)        | 30   | 23 | 8  | 6  | 9  | 23 | 22 | 1    |
| 14.º | Independiente           | 29   | 23 | 8  | 5  | 10 | 27 | 25 | 2    |
| 15.º | Atlético Tucumán        | 29   | 23 | 7  | 8  | 8  | 22 | 25 | −3   |
| 16.º | Unión                   | 27   | 23 | 7  | 6  | 10 | 21 | 30 | −9   |
| 17.º | Banfield                | 26   | 23 | 6  | 8  | 9  | 19 | 23 | −4   |
| 18.º | Central Córdoba (SdE)   | 26   | 23 | 6  | 8  | 9  | 21 | 29 | −8   |
| 19.º | Gimnasia y Esgrima (LP) | 23   | 23 | 6  | 5  | 12 | 22 | 23 | −1   |
| 20.º | Patronato               | 23   | 23 | 5  | 8  | 10 | 22 | 34 | −12  |
| 21.º | Huracán                 | 22   | 23 | 5  | 7  | 11 | 17 | 27 | −10  |
| 22.º | Aldosivi                | 22   | 23 | 6  | 4  | 13 | 20 | 35 | −15  |
| 23.º | Colón                   | 18   | 23 | 5  | 3  | 15 | 17 | 39 | −22  |
| 24.º | Godoy Cruz              | 18   | 23 | 6  | 0  | 17 | 22 | 46 | −24  |

|  | Campeón. Clasificó a la fase de grupos de la Copa Libertadores 2021. |

|  |

### Evolución de las posiciones
| Equipo / Fecha          | 1    | 2    | 3    | 4    | 5    | 6    | 7    | 8    | 9    | 10   | 11   | 12   | 13   | 14   | 15   | 16   | 17   | 18   | 19   | 20   | 21   | 22   | 23   |
| ----------------------- | ---- | ---- | ---- | ---- | ---- | ---- | ---- | ---- | ---- | ---- | ---- | ---- | ---- | ---- | ---- | ---- | ---- | ---- | ---- | ---- | ---- | ---- | ---- |
| Aldosivi                | 19.º | 19.º | 22.º | 15.º | 18.º | 19.º | 20.º | 22.º | 22.º | 22.º | 22.º | 22.º | 23.º | 24.º | 23.º | 23.º | 22.º | 21.º | 23.º | 19.º | 19.º | 21.º | 22.º |
| Argentinos Juniors      | 9.º  | 16.º | 9.º  | 11.º | 9.º  | 5.º  | 3.º  | 5.º  | 2.º  | 2.º  | 1.º  | 1.º  | 3.º  | 2.º  | 2.º  | 2.º  | 3.º  | 4.º  | 4.º  | 3.º  | 3.º  | 6.º  | 5.º  |
| Arsenal                 | 4.º  | 1.º  | 1.º  | 3.º  | 7.º  | 4.º  | 8.º  | 4.º  | 9.º  | 8.º  | 8.º  | 11.º | 14.º | 11.º | 12.º | 6.º  | 7.º  | 6.º  | 6.º  | 7.º  | 10.º | 12.º | 11.º |
| Atlético Tucumán        | 18.º | 21.º | 16.º | 20.º | 15.º | 17.º | 19.º | 21.º | 18.º | 16.º | 11.º | 8.º  | 8.º  | 6.º  | 7.º  | 11.º | 11.º | 11.º | 12.º | 14.º | 14.º | 14.º | 15.º |
| Banfield                | 19.º | 10.º | 15.º | 18.º | 19.º | 21.º | 16.º | 20.º | 21.º | 21.º | 21.º | 21.º | 19.º | 17.º | 18.º | 16.º | 17.º | 15.º | 15.º | 16.º | 16.º | 17.º | 17.º |
| Boca Juniors            | 13.º | 5.º  | 3.º  | 1.º  | 2.º  | 1.º  | 1.º  | 1.º  | 1.º  | 1.º  | 4.º  | 4.º  | 1.º  | 1.º  | 1.º  | 3.º  | 2.º  | 2.º  | 2.º  | 2.º  | 2.º  | 2.º  | 1.º  |
| Central Córdoba (SdE)   | 24.º | 13.º | 13.º | 14.º | 17.º | 19.º | 21.º | 18.º | 14.º | 19.º | 19.º | 18.º | 15.º | 15.º | 16.º | 18.º | 18.º | 18.º | 17.º | 17.º | 17.º | 18.º | 18.º |
| Colón                   | 19.º | 24.º | 17.º | 20.º | 21.º | 14.º | 17.º | 14.º | 17.º | 15.º | 18.º | 19.º | 20.º | 18.º | 19.º | 19.º | 19.º | 22.º | 20.º | 21.º | 22.º | 23.º | 23.º |
| Defensa y Justicia      | 19.º | 21.º | 24.º | 20.º | 22.º | 15.º | 18.º | 15.º | 18.º | 20.º | 17.º | 16.º | 17.º | 16.º | 17.º | 14.º | 13.º | 14.º | 13.º | 12.º | 9.º  | 9.º  | 6.º  |
| Estudiantes (LP)        | 4.º  | 10.º | 7.º  | 9.º  | 12.º | 16.º | 14.º | 16.º | 16.º | 13.º | 9.º  | 7.º  | 7.º  | 8.º  | 10.º | 13.º | 12.º | 9.º  | 11.º | 11.º | 13.º | 13.º | 13.º |
| Gimnasia y Esgrima (LP) | 9.º  | 18.º | 20.º | 24.º | 24.º | 24.º | 24.º | 24.º | 23.º | 23.º | 23.º | 23.º | 22.º | 22.º | 22.º | 21.º | 20.º | 19.º | 19.º | 22.º | 20.º | 19.º | 19.º |
| Godoy Cruz              | 17.º | 23.º | 23.º | 19.º | 23.º | 23.º | 23.º | 23.º | 24.º | 24.º | 24.º | 24.º | 24.º | 23.º | 24.º | 24.º | 24.º | 24.º | 24.º | 24.º | 24.º | 24.º | 24.º |
| Huracán                 | 13.º | 5.º  | 10.º | 13.º | 16.º | 20.º | 15.º | 17.º | 20.º | 16.º | 15.º | 17.º | 18.º | 20.º | 20.º | 20.º | 21.º | 20.º | 21.º | 23.º | 23.º | 22.º | 21.º |
| Independiente           | 4.º  | 9.º  | 18.º | 12.º | 13.º | 13.º | 13.º | 10.º | 12.º | 14.º | 14.º | 12.º | 10.º | 12.º | 14.º | 15.º | 16.º | 13.º | 14.º | 15.º | 15.º | 16.º | 14.º |
| Lanús                   | 9.º  | 20.º | 12.º | 7.º  | 4.º  | 7.º  | 4.º  | 6.º  | 5.º  | 3.º  | 2.º  | 2.º  | 2.º  | 3.º  | 4.º  | 4.º  | 6.º  | 3.º  | 3.º  | 4.º  | 4.º  | 4.º  | 7.º  |
| Newell's Old Boys       | 1.º  | 8.º  | 6.º  | 10.º | 6.º  | 9.º  | 5.º  | 8.º  | 10.º | 7.º  | 7.º  | 10.º | 9.º  | 10.º | 13.º | 10.º | 10.º | 7.º  | 7.º  | 8.º  | 6.º  | 8.º  | 10.º |
| Patronato               | 4.º  | 13.º | 8.º  | 8.º  | 5.º  | 8.º  | 12.º | 13.º | 13.º | 18.º | 20.º | 20.º | 21.º | 21.º | 21.º | 22.º | 23.º | 23.º | 22.º | 20.º | 21.º | 20.º | 20.º |
| Racing Club             | 13.º | 15.º | 19.º | 23.º | 14.º | 12.º | 9.º  | 11.º | 7.º  | 5.º  | 6.º  | 6.º  | 5.º  | 4.º  | 5.º  | 8.º  | 8.º  | 10.º | 5.º  | 6.º  | 5.º  | 5.º  | 4.º  |
| River Plate             | 9.º  | 4.º  | 2.º  | 5.º  | 10.º | 6.º  | 10.º | 7.º  | 3.º  | 6.º  | 3.º  | 3.º  | 4.º  | 5.º  | 3.º  | 1.º  | 1.º  | 1.º  | 1.º  | 1.º  | 1.º  | 1.º  | 2.°  |
| Rosario Central         | 3.º  | 3.º  | 5.º  | 4.º  | 8.º  | 10.º | 11.º | 12.º | 11.º | 12.º | 16.º | 13.º | 11.º | 7.º  | 8.º  | 7.º  | 4.º  | 8.º  | 9.º  | 5.º  | 8.º  | 7.º  | 9.º  |
| San Lorenzo             | 2.º  | 2.º  | 4.º  | 2.º  | 1.º  | 2.º  | 6.º  | 2.º  | 8.º  | 10.º | 12.º | 15.º | 13.º | 14.º | 11.º | 9.º  | 9.º  | 12.º | 10.º | 10.º | 12.º | 10.º | 8.º  |
| Talleres (C)            | 4.º  | 10.º | 11.º | 6.º  | 3.º  | 3.º  | 2.º  | 3.º  | 6.º  | 9.º  | 10.º | 9.º  | 12.º | 13.º | 9.º  | 12.º | 14.º | 16.º | 16.º | 13.º | 11.º | 11.º | 12.º |
| Unión                   | 13.º | 7.º  | 13.º | 17.º | 20.º | 22.º | 22.º | 19.º | 15.º | 11.º | 13.º | 14.º | 16.º | 19.º | 15.º | 17.º | 15.º | 17.º | 18.º | 18.º | 18.º | 15.º | 16.º |
| Vélez Sarsfield         | 19.º | 17.º | 21.º | 16.º | 11.º | 11.º | 7.º  | 9.º  | 4.º  | 4.º  | 5.º  | 5.º  | 6.º  | 9.º  | 6.º  | 5.º  | 5.º  | 5.º  | 8.º  | 9.º  | 7.º  | 3.º  | 3.º  |

| 1. 2. 3. 4. |

## Resultados
| Fecha 1            | Fecha 1   | Fecha 1                 | Fecha 1                    | Fecha 1     | Fecha 1 |
| Local              | Resultado | Visitante               | Estadio                    | Fecha       | Hora    |
| ------------------ | --------- | ----------------------- | -------------------------- | ----------- | ------- |
| Racing Club        | 0 - 0     | Unión                   | El Cilindro                | 26 de julio | 21:00   |
| Colón              | 0 - 1     | Patronato               | Brigadier Estanislao López | 27 de julio | 13:15   |
| San Lorenzo        | 3 - 2     | Godoy Cruz              | Nuevo Gasómetro            | 27 de julio | 15:30   |
| Lanús              | 1 - 1     | Gimnasia y Esgrima (LP) | Ciudad de Lanús            | 27 de julio | 17:45   |
| Argentinos Juniors | 1 - 1     | River Plate             | Diego Armando Maradona     | 27 de julio | 20:00   |
| Estudiantes (LP)   | 1 - 0     | Aldosivi                | Ciudad de La Plata         | 28 de julio | 11:00   |
| Newell's Old Boys  | 2 - 0     | Central Córdoba (SdE)   | Marcelo Bielsa             | 28 de julio | 13:15   |
| Talleres (C)       | 1 - 0     | Vélez Sarsfield         | Mario Alberto Kempes       | 28 de julio | 15:30   |
| Defensa y Justicia | 0 - 1     | Independiente           | Norberto Tomaghello        | 28 de julio | 17:45   |
| Boca Juniors       | 0 - 0     | Huracán                 | La Bombonera               | 28 de julio | 20:00   |
| Arsenal            | 1 - 0     | Banfield                | El Viaducto                | 29 de julio | 19:00   |
| Atlético Tucumán   | 1 - 2     | Rosario Central         | Monumental José Fierro     | 29 de julio | 21:10   |

| Fecha 2                 | Fecha 2   | Fecha 2            | Fecha 2                     | Fecha 2         | Fecha 2 |
| Local                   | Resultado | Visitante          | Estadio                     | Fecha           | Hora    |
| ----------------------- | --------- | ------------------ | --------------------------- | --------------- | ------- |
| Huracán                 | 2 - 0     | Colón              | Tomás A. Ducó               | 2 de agosto     | 21:00   |
| Aldosivi                | 0 - 0     | Argentinos Juniors | José María Minella          | 3 de agosto     | 13:15   |
| Rosario Central         | 1 - 0     | Talleres (C)       | Gigante de Arroyito         | 3 de agosto     | 15:30   |
| Central Córdoba (SdE)   | 1 - 0     | Atlético Tucumán   | Alfredo Terrera             | 3 de agosto     | 17:45   |
| Vélez Sarsfield         | 2 - 2     | Racing Club        | José Amalfitani             | 3 de agosto     | 20:00   |
| Unión                   | 2 - 1     | Defensa y Justicia | 15 de Abril                 | 4 de agosto     | 11:00   |
| Gimnasia y Esgrima (LP) | 0 - 1     | San Lorenzo        | Del Bosque                  | 4 de agosto     | 13:15   |
| Banfield                | 1 - 0     | Estudiantes (LP)   | Florencio Sola              | 4 de agosto     | 15:30   |
| River Plate             | 3 - 0     | Lanús              | Monumental                  | 4 de agosto     | 17:45   |
| Patronato               | 0 - 2     | Boca Juniors       | Presbítero Bartolomé Grella | 4 de agosto     | 20:00   |
| Godoy Cruz              | 0 - 2     | Arsenal            | Malvinas Argentinas         | 5 de agosto     | 21:10   |
| Independiente           | 2 - 3     | Newell's Old Boys  | Libertadores de América     | 13 de diciembre | 17:10   |

| Fecha 3            | Fecha 3   | Fecha 3                 | Fecha 3                     | Fecha 3      | Fecha 3 |
| Local              | Resultado | Visitante               | Estadio                     | Fecha        | Hora    |
| ------------------ | --------- | ----------------------- | --------------------------- | ------------ | ------- |
| Argentinos Juniors | 3 - 2     | Banfield                | Diego Armando Maradona      | 16 de agosto | 19:00   |
| Talleres (C)       | 1 - 1     | Central Córdoba (SdE)   | Mario Alberto Kempes        | 16 de agosto | 21:10   |
| Newell's Old Boys  | 2 - 0     | Unión                   | Marcelo Bielsa              | 17 de agosto | 15:30   |
| San Lorenzo        | 2 - 2     | Rosario Central         | Nuevo Gasómetro             | 17 de agosto | 17:45   |
| Racing Club        | 1 - 6     | River Plate             | El Cilindro                 | 17 de agosto | 20:00   |
| Patronato          | 2 - 1     | Huracán                 | Presbítero Bartolomé Grella | 18 de agosto | 11:00   |
| Defensa y Justicia | 0 - 3     | Arsenal                 | Norberto Tomaghello         | 18 de agosto | 15:30   |
| Lanús              | 3 - 1     | Vélez Sarsfield         | Ciudad de Lanús             | 18 de agosto | 17:45   |
| Boca Juniors       | 2 - 0     | Aldosivi                | La Bombonera                | 18 de agosto | 20:00   |
| Atlético Tucumán   | 1 - 0     | Godoy Cruz              | Monumental José Fierro      | 19 de agosto | 15:30   |
| Colón              | 2 - 1     | Gimnasia y Esgrima (LP) | Brigadier Estanislao López  | 19 de agosto | 17:45   |
| Estudiantes (LP)   | 3 - 0     | Independiente           | Ciudad de La Plata          | 19 de agosto | 20:00   |

| Fecha 4                 | Fecha 4   | Fecha 4            | Fecha 4                 | Fecha 4      | Fecha 4 |
| Local                   | Resultado | Visitante          | Estadio                 | Fecha        | Hora    |
| ----------------------- | --------- | ------------------ | ----------------------- | ------------ | ------- |
| Arsenal                 | 0 - 2     | San Lorenzo        | El Viaducto             | 23 de agosto | 21:00   |
| Gimnasia y Esgrima (LP) | 0 - 1     | Defensa y Justicia | Del Bosque              | 24 de agosto | 13:15   |
| Vélez Sarsfield         | 3 - 1     | Newell's Old Boys  | José Amalfitani         | 24 de agosto | 15:30   |
| Rosario Central         | 1 - 1     | Patronato          | Gigante de Arroyito     | 24 de agosto | 17:45   |
| Independiente           | 2 - 0     | Colón              | Libertadores de América | 24 de agosto | 20:00   |
| Godoy Cruz              | 2 - 1     | Estudiantes (LP)   | Malvinas Argentinas     | 25 de agosto | 11:00   |
| Unión                   | 1 - 2     | Lanús              | 15 de Abril             | 25 de agosto | 13:15   |
| Central Córdoba (SdE)   | 0 - 0     | Racing Club        | Alfredo Terrera         | 25 de agosto | 15:30   |
| River Plate             | 0 - 1     | Talleres (C)       | Monumental              | 25 de agosto | 17:45   |
| Banfield                | 0 - 1     | Boca Juniors       | Florencio Sola          | 25 de agosto | 20:00   |
| Aldosivi                | 3 - 0     | Atlético Tucumán   | José María Minella      | 26 de agosto | 19:00   |
| Huracán                 | 0 - 0     | Argentinos Juniors | Tomás A. Ducó           | 26 de agosto | 21:10   |

| Fecha 5            | Fecha 5   | Fecha 5                 | Fecha 5                     | Fecha 5         | Fecha 5 |
| Local              | Resultado | Visitante               | Estadio                     | Fecha           | Hora    |
| ------------------ | --------- | ----------------------- | --------------------------- | --------------- | ------- |
| Lanús              | 1 - 0     | Central Córdoba (SdE)   | Ciudad de Lanús             | 30 de agosto    | 19:00   |
| Defensa y Justicia | 0 - 0     | Banfield                | Norberto Tomaghello         | 30 de agosto    | 21:10   |
| Estudiantes (LP)   | 0 - 1     | Vélez Sarsfield         | Ciudad de La Plata          | 30 de agosto    | 21:10   |
| Argentinos Juniors | 1 - 0     | Gimnasia y Esgrima (LP) | Diego Armando Maradona      | 31 de agosto    | 13:15   |
| San Lorenzo        | 2 - 1     | Unión                   | Nuevo Gasómetro             | 31 de agosto    | 15:30   |
| Patronato          | 1 - 0     | Independiente           | Presbítero Bartolomé Grella | 31 de agosto    | 17:45   |
| Racing Club        | 3 - 1     | Godoy Cruz              | El Cilindro                 | 31 de agosto    | 20:00   |
| Atlético Tucumán   | 1 - 0     | Arsenal                 | Monumental José Fierro      | 1 de septiembre | 11:00   |
| Colón              | 1 - 1     | Rosario Central         | Brigadier Estanislao López  | 1 de septiembre | 11:00   |
| Talleres (C)       | 2 - 1     | Aldosivi                | Mario Alberto Kempes        | 1 de septiembre | 13:15   |
| Newell's Old Boys  | 4 - 1     | Huracán                 | Marcelo Bielsa              | 1 de septiembre | 13:15   |
| River Plate        | 0 - 0     | Boca Juniors            | Monumental                  | 1 de septiembre | 17:00   |

| Fecha 6                 | Fecha 6   | Fecha 6            | Fecha 6                    | Fecha 6          | Fecha 6 |
| Local                   | Resultado | Visitante          | Estadio                    | Fecha            | Hora    |
| ----------------------- | --------- | ------------------ | -------------------------- | ---------------- | ------- |
| Arsenal                 | 4 - 1     | Unión              | El Viaducto                | 14 de septiembre | 13:15   |
| Central Córdoba (SdE)   | 1 - 2     | Defensa y Justicia | Alfredo Terrera            | 14 de septiembre | 15:30   |
| Godoy Cruz              | 0 - 1     | Argentinos Juniors | Malvinas Argentinas        | 14 de septiembre | 15:30   |
| Colón                   | 2 - 1     | San Lorenzo        | Brigadier Estanislao López | 14 de septiembre | 17:45   |
| Huracán                 | 0 - 4     | River Plate        | Tomás A. Ducó              | 14 de septiembre | 20:00   |
| Gimnasia y Esgrima (LP) | 1 - 2     | Racing Club        | Del Bosque                 | 15 de septiembre | 11:00   |
| Banfield                | 0 - 1     | Talleres (C)       | Florencio Sola             | 15 de septiembre | 13:15   |
| Rosario Central         | 1 - 1     | Newell's Old Boys  | Gigante de Arroyito        | 15 de septiembre | 15:30   |
| Independiente           | 2 - 2     | Lanús              | Libertadores de América    | 15 de septiembre | 17:45   |
| Boca Juniors            | 1 - 0     | Estudiantes (LP)   | La Bombonera               | 15 de septiembre | 20:00   |
| Aldosivi                | 1 - 1     | Patronato          | José María Minella         | 16 de septiembre | 19:00   |
| Vélez Sarsfield         | 1 - 0     | Atlético Tucumán   | José Amalfitani            | 16 de septiembre | 21:10   |

| Fecha 7            | Fecha 7   | Fecha 7                 | Fecha 7                | Fecha 7          | Fecha 7 |
| Local              | Resultado | Visitante               | Estadio                | Fecha            | Hora    |
| ------------------ | --------- | ----------------------- | ---------------------- | ---------------- | ------- |
| Unión              | 0 - 0     | Rosario Central         | 15 de Abril            | 20 de septiembre | 19:00   |
| Argentinos Juniors | 3 - 1     | Central Córdoba (SdE)   | Diego Armando Maradona | 20 de septiembre | 21:10   |
| Estudiantes (LP)   | 1 - 0     | Patronato               | Ciudad de La Plata     | 21 de septiembre | 13:15   |
| Defensa y Justicia | 0 - 1     | Huracán                 | Norberto Tomaghello    | 21 de septiembre | 15:30   |
| San Lorenzo        | 0 - 2     | Boca Juniors            | Nuevo Gasómetro        | 21 de septiembre | 17:45   |
| Atlético Tucumán   | 0 - 1     | Independiente           | Monumental José Fierro | 21 de septiembre | 20:00   |
| Newell's Old Boys  | 2 - 0     | Aldosivi                | Marcelo Bielsa         | 22 de septiembre | 11:00   |
| Godoy Cruz         | 0 - 2     | Banfield                | Malvinas Argentinas    | 22 de septiembre | 13:15   |
| Lanús              | 3 - 2     | Colón                   | Ciudad de Lanús        | 22 de septiembre | 15:30   |
| Racing Club        | 2 - 1     | Arsenal                 | El Cilindro            | 22 de septiembre | 17:45   |
| River Plate        | 1 - 2     | Vélez Sarsfield         | Monumental             | 22 de septiembre | 20:00   |
| Talleres (C)       | 2 - 1     | Gimnasia y Esgrima (LP) | Mario Alberto Kempes   | 23 de septiembre | 21:00   |

| Fecha 8                 | Fecha 8   | Fecha 8            | Fecha 8                     | Fecha 8          | Fecha 8 |
| Local                   | Resultado | Visitante          | Estadio                     | Fecha            | Hora    |
| ----------------------- | --------- | ------------------ | --------------------------- | ---------------- | ------- |
| Aldosivi                | 1 - 2     | Unión              | José María Minella          | 27 de septiembre | 19:00   |
| Patronato               | 1 - 1     | Lanús              | Presbítero Bartolomé Grella | 27 de septiembre | 21:10   |
| Arsenal                 | 3 - 0     | Estudiantes (LP)   | El Viaducto                 | 28 de septiembre | 15:30   |
| Gimnasia y Esgrima (LP) | 0 - 2     | River Plate        | Del Bosque                  | 28 de septiembre | 17:45   |
| Boca Juniors            | 1 - 1     | Newell's Old Boys  | La Bombonera                | 28 de septiembre | 20:00   |
| Banfield                | 0 - 1     | San Lorenzo        | Florencio Sola              | 29 de septiembre | 11:00   |
| Huracán                 | 0 - 0     | Atlético Tucumán   | Tomás A. Ducó               | 29 de septiembre | 13:15   |
| Vélez Sarsfield         | 0 - 1     | Defensa y Justicia | José Amalfitani             | 29 de septiembre | 15:30   |
| Rosario Central         | 1 - 1     | Racing Club        | Gigante de Arroyito         | 29 de septiembre | 17:45   |
| Independiente           | 3 - 2     | Talleres (C)       | Libertadores de América     | 29 de septiembre | 20:00   |
| Central Córdoba (SdE)   | 1 - 0     | Godoy Cruz         | Alfredo Terrera             | 30 de septiembre | 19:00   |
| Colón                   | 1 - 0     | Argentinos Juniors | Brigadier Estanislao López  | 30 de septiembre | 21:10   |

| Fecha 9            | Fecha 9   | Fecha 9                 | Fecha 9                | Fecha 9      | Fecha 9 |
| Local              | Resultado | Visitante               | Estadio                | Fecha        | Hora    |
| ------------------ | --------- | ----------------------- | ---------------------- | ------------ | ------- |
| Newell's Old Boys  | 0 - 0     | Banfield                | Marcelo Bielsa         | 4 de octubre | 19:00   |
| Atlético Tucumán   | 2 - 1     | Talleres (C)            | Monumental José Fierro | 4 de octubre | 21:10   |
| Godoy Cruz         | 2 - 4     | Gimnasia y Esgrima (LP) | Malvinas Argentinas    | 5 de octubre | 13:15   |
| Argentinos Juniors | 2 - 1     | Arsenal                 | Diego Armando Maradona | 5 de octubre | 13:15   |
| San Lorenzo        | 1 - 4     | Central Córdoba (SdE)   | Nuevo Gasómetro        | 5 de octubre | 15:30   |
| Estudiantes (LP)   | 0 - 0     | Huracán                 | Ciudad de La Plata     | 5 de octubre | 17:45   |
| Racing Club        | 2 - 0     | Aldosivi                | El Cilindro            | 5 de octubre | 20:00   |
| Vélez Sarsfield    | 2 - 0     | Independiente           | José Amalfitani        | 6 de octubre | 11:00   |
| Lanús              | 1 - 1     | Rosario Central         | Ciudad de Lanús        | 6 de octubre | 13:15   |
| Unión              | 1 - 0     | Colón                   | 15 de Abril            | 6 de octubre | 15:30   |
| River Plate        | 2 - 0     | Patronato               | Monumental             | 6 de octubre | 17:45   |
| Defensa y Justicia | 0 - 1     | Boca Juniors            | Norberto Tomaghello    | 6 de octubre | 20:00   |

| Fecha 10                | Fecha 10  | Fecha 10           | Fecha 10                    | Fecha 10      | Fecha 10 |
| Local                   | Resultado | Visitante          | Estadio                     | Fecha         | Hora     |
| ----------------------- | --------- | ------------------ | --------------------------- | ------------- | -------- |
| Arsenal                 | 3 - 3     | River Plate        | El Viaducto                 | 18 de octubre | 19:00    |
| Boca Juniors            | 0 - 1     | Racing Club        | La Bombonera                | 18 de octubre | 21:10    |
| Banfield                | 1 - 2     | Atlético Tucumán   | Florencio Sola              | 19 de octubre | 13:15    |
| Independiente           | 0 - 1     | Argentinos Juniors | Libertadores de América     | 19 de octubre | 15:30    |
| Patronato               | 1 - 3     | Newell's Old Boys  | Presbítero Bartolomé Grella | 19 de octubre | 17:45    |
| Talleres (C)            | 2 - 4     | Lanús              | Mario Alberto Kempes        | 19 de octubre | 20:00    |
| Aldosivi                | 1 - 0     | Defensa y Justicia | José María Minella          | 20 de octubre | 11:00    |
| Gimnasia y Esgrima (LP) | 0 - 1     | Unión              | Del Bosque                  | 20 de octubre | 13:15    |
| Huracán                 | 2 - 0     | San Lorenzo        | Tomás A. Ducó               | 20 de octubre | 15:30    |
| Rosario Central         | 0 - 1     | Vélez Sarsfield    | Gigante de Arroyito         | 20 de octubre | 17:45    |
| Central Córdoba (SdE)   | 0 - 1     | Estudiantes (LP)   | Alfredo Terrera             | 21 de octubre | 19:00    |
| Colón                   | 2 - 1     | Godoy Cruz         | Brigadier Estanislao López  | 21 de octubre | 21:20    |

| Fecha 11           | Fecha 11  | Fecha 11                | Fecha 11               | Fecha 11      | Fecha 11 |
| Local              | Resultado | Visitante               | Estadio                | Fecha         | Hora     |
| ------------------ | --------- | ----------------------- | ---------------------- | ------------- | -------- |
| Godoy Cruz         | 3 - 2     | Aldosivi                | Malvinas Argentinas    | 29 de octubre | 15:00    |
| Estudiantes (LP)   | 3 - 0     | Rosario Central         | Ciudad de La Plata     | 29 de octubre | 17:00    |
| Atlético Tucumán   | 2 - 0     | Patronato               | Monumental José Fierro | 29 de octubre | 19:10    |
| Newell's Old Boys  | 0 - 4     | Gimnasia y Esgrima (LP) | Marcelo Bielsa         | 29 de octubre | 19:10    |
| River Plate        | 2 - 1     | Colón                   | Monumental             | 29 de octubre | 21:20    |
| Argentinos Juniors | 1 - 0     | Talleres (C)            | Diego Armando Maradona | 30 de octubre | 15:00    |
| San Lorenzo        | 1 - 3     | Defensa y Justicia      | Nuevo Gasómetro        | 30 de octubre | 17:00    |
| Unión              | 2 - 2     | Independiente           | 15 de Abril            | 30 de octubre | 19:10    |
| Racing Club        | 0 - 0     | Banfield                | El Cilindro            | 30 de octubre | 21:20    |
| Arsenal            | 2 - 2     | Central Córdoba (SdE)   | El Viaducto            | 31 de octubre | 17:00    |
| Vélez Sarsfield    | 0 - 0     | Huracán                 | José Amalfitani        | 31 de octubre | 19:10    |
| Lanús              | 2 - 1     | Boca Juniors            | Ciudad de Lanús        | 31 de octubre | 21:20    |

| Fecha 12                | Fecha 12  | Fecha 12           | Fecha 12                    | Fecha 12       | Fecha 12 |
| Local                   | Resultado | Visitante          | Estadio                     | Fecha          | Hora     |
| ----------------------- | --------- | ------------------ | --------------------------- | -------------- | -------- |
| Colón                   | 0 - 2     | Atlético Tucumán   | Brigadier Estanislao López  | 2 de noviembre | 13:15    |
| Gimnasia y Esgrima (LP) | 0 - 1     | Estudiantes (LP)   | Del Bosque                  | 2 de noviembre | 15:30    |
| Rosario Central         | 5 - 2     | Godoy Cruz         | Gigante de Arroyito         | 2 de noviembre | 17:45    |
| Aldosivi                | 1 - 2     | River Plate        | José María Minella          | 2 de noviembre | 20:00    |
| Boca Juniors            | 5 - 1     | Arsenal            | La Bombonera                | 3 de noviembre | 11:00    |
| Banfield                | 3 - 3     | Unión              | Florencio Sola              | 3 de noviembre | 13:15    |
| Talleres (C)            | 1 - 0     | Newell's Old Boys  | Mario Alberto Kempes        | 3 de noviembre | 15:30    |
| Patronato               | 1 - 1     | Racing Club        | Presbítero Bartolomé Grella | 3 de noviembre | 17:45    |
| Independiente           | 2 - 1     | San Lorenzo        | Libertadores de América     | 3 de noviembre | 20:00    |
| Defensa y Justicia      | 0 - 0     | Argentinos Juniors | Norberto Tomaghello         | 4 de noviembre | 19:00    |
| Central Córdoba (SdE)   | 0 - 0     | Vélez Sarsfield    | Alfredo Terrera             | 4 de noviembre | 21:10    |
| Huracán                 | 0 - 1     | Lanús              | Tomás A. Ducó               | 4 de noviembre | 21:10    |

| Fecha 13              | Fecha 13  | Fecha 13                | Fecha 13            | Fecha 13        | Fecha 13 |
| Local                 | Resultado | Visitante               | Estadio             | Fecha           | Hora     |
| --------------------- | --------- | ----------------------- | ------------------- | --------------- | -------- |
| Estudiantes (LP)      | 1 - 0     | Talleres (C)            | Ciudad de La Plata  | 8 de noviembre  | 19:00    |
| Unión                 | 0 - 1     | Atlético Tucumán        | 15 de Abril         | 8 de noviembre  | 21:10    |
| Lanús                 | 0 - 1     | Banfield                | Ciudad de Lanús     | 9 de noviembre  | 15:30    |
| San Lorenzo           | 3 - 0     | Argentinos Juniors      | Nuevo Gasómetro     | 9 de noviembre  | 17:45    |
| Godoy Cruz            | 1 - 2     | Independiente           | Malvinas Argentinas | 9 de noviembre  | 20:00    |
| Central Córdoba (SdE) | 3 - 2     | Patronato               | Alfredo Terrera     | 9 de noviembre  | 21:10    |
| River Plate           | 0 - 1     | Rosario Central         | Monumental          | 10 de noviembre | 11:00    |
| Aldosivi              | 0 - 3     | Gimnasia y Esgrima (LP) | José María Minella  | 10 de noviembre | 13:15    |
| Newell's Old Boys     | 2 - 0     | Defensa y Justicia      | Marcelo Bielsa      | 10 de noviembre | 15:30    |
| Racing Club           | 1 - 0     | Huracán                 | El Cilindro         | 10 de noviembre | 17:45    |
| Vélez Sarsfield       | 0 - 0     | Boca Juniors            | José Amalfitani     | 10 de noviembre | 20:00    |
| Arsenal               | 2 - 1     | Colón                   | El Viaducto         | 12 de diciembre | 21:00    |

| Fecha 14                | Fecha 14  | Fecha 14              | Fecha 14                    | Fecha 14        | Fecha 14 |
| Local                   | Resultado | Visitante             | Estadio                     | Fecha           | Hora     |
| ----------------------- | --------- | --------------------- | --------------------------- | --------------- | -------- |
| Defensa y Justicia      | 2 - 0     | Lanús                 | Norberto Tomaghello         | 23 de noviembre | 19:40    |
| Huracán                 | 1 - 1     | Central Córdoba (SdE) | Tomás A. Ducó               | 23 de noviembre | 19:40    |
| Atlético Tucumán        | 2 - 2     | San Lorenzo           | Monumental José Fierro      | 23 de noviembre | 21:45    |
| Boca Juniors            | 2 - 0     | Unión                 | La Bombonera                | 24 de noviembre | 17:10    |
| Banfield                | 1 - 0     | Vélez Sarsfield       | Florencio Sola              | 24 de noviembre | 19:40    |
| Gimnasia y Esgrima (LP) | 0 - 1     | Arsenal               | Del Bosque                  | 24 de noviembre | 19:40    |
| Talleres (C)            | 3 - 3     | Racing Club           | Mario Alberto Kempes        | 24 de noviembre | 21:45    |
| Patronato               | 0 - 2     | Godoy Cruz            | Presbítero Bartolomé Grella | 25 de noviembre | 19:00    |
| Colón                   | 3 - 2     | Estudiantes (LP)      | Brigadier Estanislao López  | 25 de noviembre | 19:00    |
| Argentinos Juniors      | 1 - 0     | Newell's Old Boys     | Diego Armando Maradona      | 25 de noviembre | 21:10    |
| Rosario Central         | 5 - 1     | Aldosivi              | Gigante de Arroyito         | 25 de noviembre | 21:10    |
| Independiente           | 1 - 2     | River Plate           | Libertadores de América     | 19 de enero     | 19:10    |

| Fecha 15              | Fecha 15  | Fecha 15                | Fecha 15            | Fecha 15        | Fecha 15 |
| Local                 | Resultado | Visitante               | Estadio             | Fecha           | Hora     |
| --------------------- | --------- | ----------------------- | ------------------- | --------------- | -------- |
| Banfield              | 1 - 1     | Gimnasia y Esgrima (LP) | Florencio Sola      | 29 de noviembre | 19:00    |
| Racing Club           | 1 - 1     | Defensa y Justicia      | El Cilindro         | 29 de noviembre | 21:10    |
| Estudiantes (LP)      | 1 - 1     | Atlético Tucumán        | Jorge Luis Hirschi  | 30 de noviembre | 17:35    |
| Boca Juniors          | 1 - 1     | Argentinos Juniors      | La Bombonera        | 30 de noviembre | 19:40    |
| Newell's Old Boys     | 2 - 3     | River Plate             | Marcelo Bielsa      | 30 de noviembre | 21:45    |
| San Lorenzo           | 2 - 0     | Patronato               | Nuevo Gasómetro     | 1 de diciembre  | 17:10    |
| Vélez Sarsfield       | 3 - 1     | Colón                   | José Amalfitani     | 1 de diciembre  | 19:40    |
| Godoy Cruz            | 0 - 5     | Talleres (C)            | Malvinas Argentinas | 1 de diciembre  | 19:40    |
| Central Córdoba (SdE) | 1 - 1     | Rosario Central         | Alfredo Terrera     | 1 de diciembre  | 21:45    |
| Aldosivi              | 0 - 0     | Independiente           | José María Minella  | 1 de diciembre  | 21:45    |
| Arsenal               | 1 - 1     | Lanús                   | El Viaducto         | 2 de diciembre  | 19:00    |
| Unión                 | 1 - 0     | Huracán                 | 15 de Abril         | 2 de diciembre  | 21:10    |

| Fecha 16                | Fecha 16  | Fecha 16              | Fecha 16                    | Fecha 16       | Fecha 16 |
| Local                   | Resultado | Visitante             | Estadio                     | Fecha          | Hora     |
| ----------------------- | --------- | --------------------- | --------------------------- | -------------- | -------- |
| Colón                   | 0 - 2     | Aldosivi              | Brigadier Estanislao López  | 6 de diciembre | 19:00    |
| Independiente           | 0 - 1     | Banfield              | Libertadores de América     | 6 de diciembre | 21:10    |
| Huracán                 | 0 - 2     | Arsenal               | Tomás A. Ducó               | 7 de diciembre | 17:35    |
| Atlético Tucumán        | 2 - 2     | Newell's Old Boys     | Monumental José Fierro      | 7 de diciembre | 19:40    |
| Talleres (C)            | 0 - 0     | Unión                 | Mario Alberto Kempes        | 7 de diciembre | 19:40    |
| Lanús                   | 1 - 0     | Racing Club           | Ciudad de Lanús             | 7 de diciembre | 21:45    |
| Gimnasia y Esgrima (LP) | 2 - 1     | Central Córdoba (SdE) | Del Bosque                  | 8 de diciembre | 17:35    |
| Defensa y Justicia      | 2 - 0     | Godoy Cruz            | Norberto Tomaghello         | 8 de diciembre | 17:35    |
| Rosario Central         | 1 - 0     | Boca Juniors          | Gigante de Arroyito         | 8 de diciembre | 19:40    |
| River Plate             | 0 - 1     | San Lorenzo           | Monumental                  | 8 de diciembre | 21:45    |
| Patronato               | 0 - 1     | Vélez Sarsfield       | Presbítero Bartolomé Grella | 9 de diciembre | 19:00    |
| Argentinos Juniors      | 1 - 1     | Estudiantes (LP)      | Diego Armando Maradona      | 9 de diciembre | 21:10    |

| Fecha 17                | Fecha 17  | Fecha 17           | Fecha 17            | Fecha 17    | Fecha 17 |
| Local                   | Resultado | Visitante          | Estadio             | Fecha       | Hora     |
| ----------------------- | --------- | ------------------ | ------------------- | ----------- | -------- |
| Aldosivi                | 2 - 0     | Lanús              | José María Minella  | 24 de enero | 17:35    |
| Gimnasia y Esgrima (LP) | 0 - 0     | Vélez Sarsfield    | Del Bosque          | 24 de enero | 19:40    |
| Rosario Central         | 2 - 1     | Huracán            | Gigante de Arroyito | 24 de enero | 21:45    |
| Unión                   | 1 - 0     | Argentinos Juniors | 15 de Abril         | 24 de enero | 21:45    |
| Arsenal                 | 1 - 1     | Newell's Old Boys  | El Viaducto         | 25 de enero | 17:35    |
| San Lorenzo             | 1 - 1     | Estudiantes (LP)   | Nuevo Gasómetro     | 25 de enero | 19:40    |
| Central Córdoba (SdE)   | 1 - 0     | Colón              | Alfredo Terrera     | 25 de enero | 19:40    |
| Godoy Cruz              | 0 - 1     | River Plate        | Malvinas Argentinas | 25 de enero | 21:45    |
| Banfield                | 3 - 3     | Patronato          | Florencio Sola      | 26 de enero | 17:35    |
| Defensa y Justicia      | 4 - 1     | Talleres (C)       | Norberto Tomaghello | 26 de enero | 17:35    |
| Racing Club             | 1 - 1     | Atlético Tucumán   | El Cilindro         | 26 de enero | 19:40    |
| Boca Juniors            | 0 - 0     | Independiente      | La Bombonera        | 26 de enero | 21:45    |

| Fecha 18           | Fecha 18  | Fecha 18                | Fecha 18                    | Fecha 18     | Fecha 18 |
| Local              | Resultado | Visitante               | Estadio                     | Fecha        | Hora     |
| ------------------ | --------- | ----------------------- | --------------------------- | ------------ | -------- |
| Vélez Sarsfield    | 1 - 1     | Aldosivi                | José Amalfitani             | 30 de enero  | 21:10    |
| Huracán            | 1 - 1     | Gimnasia y Esgrima (LP) | Tomás A. Ducó               | 31 de enero  | 21:10    |
| Independiente      | 5 - 0     | Rosario Central         | Libertadores de América     | 1 de febrero | 17:35    |
| Atlético Tucumán   | 1 - 1     | Defensa y Justicia      | Monumental José Fierro      | 1 de febrero | 19:40    |
| Estudiantes (LP)   | 3 - 1     | Unión                   | Jorge Luis Hirschi          | 1 de febrero | 19:40    |
| Argentinos Juniors | 1 - 1     | Racing Club             | Diego Armando Maradona      | 1 de febrero | 21:45    |
| River Plate        | 2 - 0     | Central Córdoba (SdE)   | Monumental                  | 2 de febrero | 17:35    |
| Lanús              | 2 - 0     | Godoy Cruz              | Ciudad de Lanús             | 2 de febrero | 19:40    |
| Colón              | 0 - 1     | Banfield                | Brigadier Estanislao López  | 2 de febrero | 19:40    |
| Talleres (C)       | 1 - 2     | Boca Juniors            | Mario Alberto Kempes        | 2 de febrero | 21:45    |
| Patronato          | 2 - 2     | Arsenal                 | Presbítero Bartolomé Grella | 3 de febrero | 19:00    |
| Newell's Old Boys  | 1 - 0     | San Lorenzo             | Marcelo Bielsa              | 3 de febrero | 21:10    |

| Fecha 19                | Fecha 19  | Fecha 19              | Fecha 19               | Fecha 19      | Fecha 19 |
| Local                   | Resultado | Visitante             | Estadio                | Fecha         | Hora     |
| ----------------------- | --------- | --------------------- | ---------------------- | ------------- | -------- |
| Aldosivi                | 0 - 2     | Central Córdoba (SdE) | José María Minella     | 7 de febrero  | 19:00    |
| Argentinos Juniors      | 0 - 0     | Lanús                 | Diego Armando Maradona | 7 de febrero  | 21:10    |
| Defensa y Justicia      | 0 - 0     | Colón                 | Norberto Tomaghello    | 8 de febrero  | 17:35    |
| Gimnasia y Esgrima (LP) | 1 - 1     | Patronato             | Del Bosque             | 8 de febrero  | 17:35    |
| Newell's Old Boys       | 0 - 0     | Estudiantes (LP)      | Marcelo Bielsa         | 8 de febrero  | 19:40    |
| Banfield                | 1 - 1     | Rosario Central       | Florencio Sola         | 8 de febrero  | 19:40    |
| Boca Juniors            | 2 - 0     | Atlético Tucumán      | La Bombonera           | 8 de febrero  | 21:45    |
| San Lorenzo             | 1 - 0     | Vélez Sarsfield       | Nuevo Gasómetro        | 9 de febrero  | 17:35    |
| Racing Club             | 1 - 0     | Independiente         | El Cilindro            | 9 de febrero  | 19:40    |
| Unión                   | 1 - 2     | River Plate           | 15 de Abril            | 9 de febrero  | 21:45    |
| Arsenal                 | 1 - 1     | Talleres (C)          | El Viaducto            | 10 de febrero | 19:00    |
| Godoy Cruz              | 2 - 1     | Huracán               | Malvinas Argentinas    | 10 de febrero | 21:10    |

| Fecha 20              | Fecha 20  | Fecha 20                | Fecha 20                    | Fecha 20      | Fecha 20 |
| Local                 | Resultado | Visitante               | Estadio                     | Fecha         | Hora     |
| --------------------- | --------- | ----------------------- | --------------------------- | ------------- | -------- |
| Patronato             | 1 - 0     | Unión                   | Presbítero Bartolomé Grella | 14 de febrero | 19:00    |
| Colón                 | 1 - 1     | Racing Club             | Brigadier Estanislao López  | 14 de febrero | 21:10    |
| Huracán               | 0 - 2     | Aldosivi                | Tomás A. Ducó               | 15 de febrero | 17:35    |
| Atlético Tucumán      | 0 - 2     | Argentinos Juniors      | Monumental José Fierro      | 15 de febrero | 19:40    |
| Rosario Central       | 1 - 0     | Gimnasia y Esgrima (LP) | Gigante de Arroyito         | 15 de febrero | 19:45    |
| Talleres (C)          | 1 - 0     | San Lorenzo             | Mario Alberto Kempes        | 15 de febrero | 21:50    |
| Lanús                 | 1 - 1     | Newell's Old Boys       | Ciudad de Lanús             | 16 de febrero | 19:40    |
| River Plate           | 1 - 0     | Banfield                | Monumental                  | 16 de febrero | 19:40    |
| Central Córdoba (SdE) | 0 - 4     | Boca Juniors            | Alfredo Terrera             | 16 de febrero | 21:50    |
| Estudiantes (LP)      | 1 - 2     | Defensa y Justicia      | Jorge Luis Hirschi          | 17 de febrero | 19:00    |
| Independiente         | 1 - 1     | Arsenal                 | Libertadores de América     | 17 de febrero | 21:10    |
| Vélez Sarsfield       | 0 - 1     | Godoy Cruz              | José Amalfitani             | 4 de marzo    | 19:00    |

| Fecha 21           | Fecha 21  | Fecha 21                | Fecha 21                | Fecha 21      | Fecha 21 |
| Local              | Resultado | Visitante               | Estadio                 | Fecha         | Hora     |
| ------------------ | --------- | ----------------------- | ----------------------- | ------------- | -------- |
| Banfield           | 0 - 1     | Aldosivi                | Florencio Sola          | 21 de febrero | 19:00    |
| Argentinos Juniors | 1 - 1     | Patronato               | Diego Armando Maradona  | 21 de febrero | 21:10    |
| San Lorenzo        | 0 - 1     | Racing Club             | Nuevo Gasómetro         | 22 de febrero | 17:35    |
| Independiente      | 0 - 1     | Gimnasia y Esgrima (LP) | Libertadores de América | 22 de febrero | 19:40    |
| Newell's Old Boys  | 4 - 0     | Colón                   | Marcelo Bielsa          | 22 de febrero | 21:45    |
| Atlético Tucumán   | 2 - 2     | Lanús                   | Monumental José Fierro  | 22 de febrero | 21:50    |
| Arsenal            | 0 - 4     | Vélez Sarsfield         | El Viaducto             | 23 de febrero | 17:35    |
| Boca Juniors       | 3 - 0     | Godoy Cruz              | La Bombonera            | 23 de febrero | 19:40    |
| Estudiantes (LP)   | 0 - 2     | River Plate             | Jorge Luis Hirschi      | 23 de febrero | 21:45    |
| Defensa y Justicia | 3 - 0     | Rosario Central         | Norberto Tomaghello     | 24 de febrero | 19:40    |
| Unión              | 0 - 0     | Central Córdoba (SdE)   | 15 de Abril             | 24 de febrero | 21:45    |
| Talleres (C)       | 4 - 2     | Huracán                 | Mario Alberto Kempes    | 24 de febrero | 21:50    |

| Fecha 22                | Fecha 22  | Fecha 22           | Fecha 22                    | Fecha 22      | Fecha 22 |
| Local                   | Resultado | Visitante          | Estadio                     | Fecha         | Hora     |
| ----------------------- | --------- | ------------------ | --------------------------- | ------------- | -------- |
| Racing Club             | 1 - 1     | Newell's Old Boys  | El Cilindro                 | 28 de febrero | 19:00    |
| Colón                   | 0 - 4     | Boca Juniors       | Brigadier Estanislao López  | 28 de febrero | 21:10    |
| Gimnasia y Esgrima (LP) | 1 - 0     | Atlético Tucumán   | Del Bosque                  | 29 de febrero | 17:30    |
| River Plate             | 1 - 1     | Defensa y Justicia | Monumental                  | 29 de febrero | 19:40    |
| Central Córdoba (SdE)   | 1 - 1     | Banfield           | Alfredo Terrera             | 29 de febrero | 21:50    |
| Godoy Cruz              | 1 - 3     | Unión              | Malvinas Argentinas         | 29 de febrero | 21:50    |
| Aldosivi                | 1 - 3     | San Lorenzo        | José María Minella          | 1 de marzo    | 17:35    |
| Lanús                   | 1 - 1     | Estudiantes (LP)   | Ciudad de Lanús             | 1 de marzo    | 19:40    |
| Rosario Central         | 3 - 1     | Arsenal            | Gigante de Arroyito         | 1 de marzo    | 19:45    |
| Vélez Sarsfield         | 2 - 0     | Argentinos Juniors | José Amalfitani             | 1 de marzo    | 21:50    |
| Patronato               | 3 - 2     | Talleres (C)       | Presbítero Bartolomé Grella | 2 de marzo    | 19:00    |
| Huracán                 | 1 - 0     | Independiente      | Tomás A. Ducó               | 2 de marzo    | 21:10    |

| Fecha 23           | Fecha 23  | Fecha 23                | Fecha 23                | Fecha 23   | Fecha 23 |
| Local              | Resultado | Visitante               | Estadio                 | Fecha      | Hora     |
| ------------------ | --------- | ----------------------- | ----------------------- | ---------- | -------- |
| Arsenal            | 4 - 0     | Aldosivi                | El Viaducto             | 6 de marzo | 19:00    |
| Argentinos Juniors | 2 - 1     | Rosario Central         | Diego Armando Maradona  | 6 de marzo | 21:10    |
| Banfield           | 0 - 3     | Huracán                 | Florencio Sola          | 7 de marzo | 18:00    |
| Defensa y Justicia | 2 - 0     | Patronato               | Norberto Tomaghello     | 7 de marzo | 18:00    |
| Atlético Tucumán   | 1 - 1     | River Plate             | Monumental José Fierro  | 7 de marzo | 21:00    |
| Boca Juniors       | 1 - 0     | Gimnasia y Esgrima (LP) | La Bombonera            | 7 de marzo | 21:00    |
| San Lorenzo        | 4 - 3     | Lanús                   | Nuevo Gasómetro         | 8 de marzo | 17:35    |
| Independiente      | 3 - 0     | Central Córdoba (SdE)   | Libertadores de América | 8 de marzo | 19:40    |
| Newell's Old Boys  | 0 - 2     | Godoy Cruz              | Marcelo Bielsa          | 8 de marzo | 21:45    |
| Talleres (C)       | 2 - 0     | Colón                   | Mario Alberto Kempes    | 8 de marzo | 21:50    |
| Unión              | 0 - 3     | Vélez Sarsfield         | 15 de Abril             | 9 de marzo | 19:00    |
| Estudiantes (LP)   | 1 - 2     | Racing Club             | Jorge Luis Hirschi      | 9 de marzo | 21:10    |

1. ↑  Postergado a requerimiento de Independiente, por la superposición de fechas con la disputa de la Copa Sudamericana 2019, según decisión de la Conmebol.
2. ↑  Postergado por la participación de Colón en la final de la Copa Sudamericana 2019.
3. ↑  Postergado por la participación de River Plate en la final de la Copa Libertadores 2019.
4. ↑  Postergado por el uso del estadio por el equipo de rugby Los Jaguares.[31]

## Clasificación a la Copa Libertadores 2021
Argentina tuvo siete cupos en la Copa Libertadores 2021, de los cuales este torneo clasificó al campeón como Argentina 2.

## Descensos y ascensos
En principio, deberían haber habido tres descensos al finalizar la temporada, que incluía también la Copa de la Superliga 2020. Con el ascenso de dos equipos desde la Primera Nacional, Sarmiento (J) y Platense, el número de participantes para la edición 2021 habría disminuido a 23. Sin embargo, a causa de la pandemia de covid-19, la Copa de la Superliga fue cancelada y los descensos fueron anulados. Como consecuencia, participaron 26 equipos en la temporada siguiente. 
Asimismo, en la misma resolución, se determinó la suspensión de los descensos hasta la temporada 2022.

## Goleadores
| Jugador            | Equipo        | Goles | Jugada | Cabeza | T. libre | Penal | PJ |
| ------------------ | ------------- | ----- | ------ | ------ | -------- | ----- | -- |
| Rafael Borré       | River Plate   | 12    | 10     | 1      | 0        | 1     | 20 |
| Silvio Romero      | Independiente | 12    | 4      | 4      | 0        | 4     | 20 |
| José Sand          | Lanús         | 10    | 3      | 1      | 0        | 6     | 23 |
| Nahuel Bustos      | Talleres (C)  | 9     | 8      | 1      | 0        | 0     | 20 |
| Cristian Tarragona | Patronato     | 9     | 7      | 2      | 0        | 0     | 23 |
| Carlos Tévez       | Boca Juniors  | 9     | 9      | 0      | 0        | 0     | 17 |

Fuentes:
- Marca: Goleadores Superliga Argentina

## Entrenadores
| Listado de entrenadores            | Listado de entrenadores                              | Listado de entrenadores  |
| Equipo                             | Entrenador/es                                        | Fechas                   |
| ---------------------------------- | ---------------------------------------------------- | ------------------------ |
| Aldosivi                           | Gustavo Álvarez                                      | 1.ª a 8.ª                |
| Aldosivi                           | Fabio Radaelli (interino)                            | 9.ª                      |
| Aldosivi                           | Guillermo Hoyos                                      | 10.ª a 23.ª              |
| Arsenal                            | Sergio Rondina                                       | 1.ª a 23.ª               |
| Argentinos Juniors                 | Diego Dabove                                         | 1.ª a 23.ª               |
| Atlético Tucumán                   | Ricardo Zielinski                                    | 1.ª a 23.ª               |
| Banfield                           | Hernán Crespo                                        | 1.ª a 5.ª                |
| Banfield                           | Julio César Falcioni                                 | 6.ª a 23.ª               |
| Boca Juniors                       | Gustavo Alfaro                                       | 1.ª a 16.ª               |
| Boca Juniors                       | Miguel Ángel Russo                                   | 17.ª a 23.ª              |
| Central Córdoba (SdE)              | Gustavo Coleoni                                      | 1.ª a 23.ª               |
| Colón                              | Pablo Lavallén                                       | 1.ª a 12.ª y 14.ª a 16.ª |
| Colón                              | Pablo Bonaveri (interino)                            | 13.ª                     |
| Colón                              | Diego Osella                                         | 17.ª a 23.ª              |
| Defensa y Justicia                 | Mariano Soso                                         | 1.ª a 16.ª               |
| Defensa y Justicia                 | Pablo De Muner (interino)                            | 17.ª                     |
| Defensa y Justicia                 | Hernán Crespo                                        | 18.ª a 23.ª              |
| Estudiantes (LP)                   | Gabriel Milito                                       | 1.ª a 22.ª               |
| Estudiantes (LP)                   | Leandro Desábato                                     | 23.ª                     |
| Gimnasia y Esgrima (LP)            | Hernán Ortiz                                         | 1.ª a 5.ª                |
| Gimnasia y Esgrima (LP)            | Diego Maradona                                       | 6.ª a 23.ª               |
| Godoy Cruz                         | Lucas Bernardi                                       | 1.ª a 3.ª                |
| Godoy Cruz                         | Javier Patalano (interino)                           | 4.ª a 7.ª                |
| Godoy Cruz                         | Daniel Oldrá                                         | 8.ª a 16.ª               |
| Godoy Cruz                         | Mario Sciacqua                                       | 17.ª a 23.ª              |
| Huracán                            | Juan Pablo Vojvoda                                   | 1.ª a 6.ª                |
| Huracán                            | Néstor Apuzzo                                        | 7.ª a 16.ª               |
| Huracán                            | Israel Damonte                                       | 17.ª a 23.ª              |
| Independiente                      | Sebastián Beccacece                                  | 1.ª a 10.ª               |
| Independiente                      | Fernando Berón (interino)                            | 11.ª a 16.ª              |
| Independiente                      | Lucas Pusineri                                       | 17.ª a 23.ª              |
| Lanús                              | Luis Zubeldía                                        | 1.ª a 23.ª               |
| Newell's Old Boys                  | Frank Darío Kudelka                                  | 1.ª a 23.ª               |
| Patronato                          | Mario Sciacqua                                       | 1.ª a 14.ª               |
| Patronato                          | Martín de León (interino)                            | 15.ª                     |
| Patronato                          | Gustavo Álvarez                                      | 16.ª a 23.ª              |
| Racing Club                        | Eduardo Coudet                                       | 1.ª a 16.ª               |
| Racing Club                        | Sebastián Beccacece                                  | 17.ª a 23.ª              |
| River Plate                        | Marcelo Gallardo                                     | 1.ª a 23.ª               |
| Rosario Central                    | Diego Cocca                                          | 1.ª a 23.ª               |
| San Lorenzo                        | Juan Antonio Pizzi                                   | 1.ª a 11.ª               |
| San Lorenzo                        | Diego Monarriz                                       | 12.ª a 21.ª              |
| San Lorenzo                        | Leandro Romagnoli (interino) Hugo Tocalli (interino) | 22.ª y 23.ª              |
| Talleres (C)                       | Alexander Medina                                     | 1.ª a 23.ª               |
| Unión                              | Leonardo Madelón                                     | 1.ª a 23.ª               |
| Vélez Sarsfield                    | Gabriel Heinze                                       | 1.ª a 23.ª               |
| 1. 2. 3. 4. 5. 6. 7. 8. 9. 10. 11. |                                                      |                          |